# Трамвай Ла-Рошели
Трамвай Ла-Рошели — система городского трамвая, действовавшая в городе Ла-Рошель (департамент Приморская Шаранта, Франция) с 1901 по 1929 год. Сеть имела метровую колею и использовала тягу на сжатом воздухе системы Мекарски. Концессия на строительство и эксплуатацию была предоставлена Луи Мекарски (фр.).
Единственная линия соединяла район Тасдон с морским портом Ла-Паллис (фр.), проходя через ворота Грос-Орлож (фр.) и площадь Верден (тогда — площадь д’Арм). Подвижной состав состоял из трамваев системы Мекарски на сжатом воздухе.

## История

### Старый трамвай

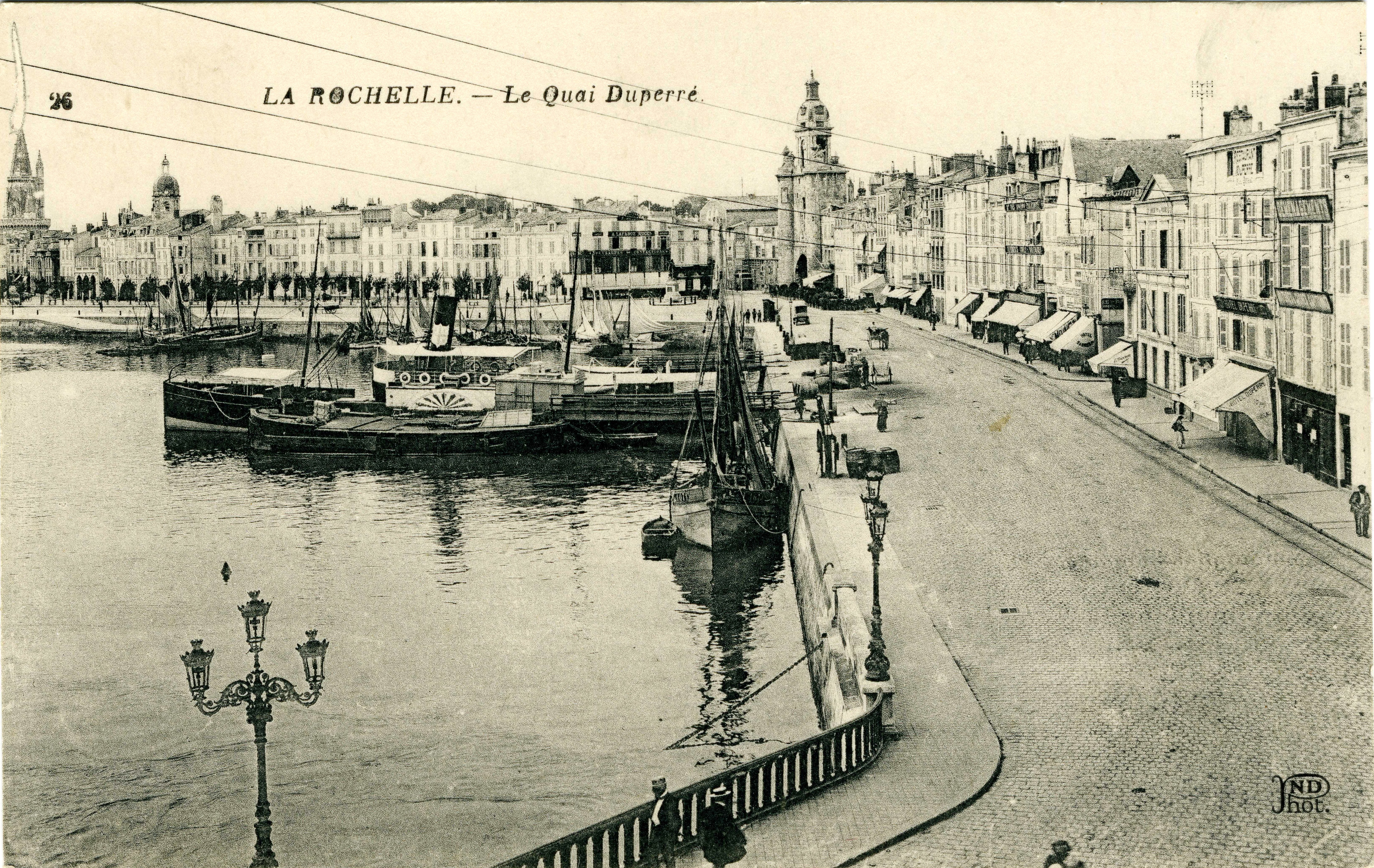
Вид на набережную Дюперре с трамвайными путями справа. 1920-е годы.

Концессия на строительство трамвайной сети была выдана городом Ла-Рошель Луи Мекарски 30 декабря 1897 года, а 7 января 1899 года передана Компании трамваев Нанта (Compagnie des Tramways de Nantes, CTN). Торжественное открытие сети состоялось 25 августа 1901 года. Эксплуатация прекратилась в 1929 году.
16 июля 1927 года между CTN и городом Ла-Рошель было заключено соглашение о передаче концессии с целью перехода на муниципальное управление.

### Новый трамвай
В 2001 году местные органы власти совместно с компанией Alstom построили в квартале Миньим экспериментальную трамвайную линию на электрической тяге и с нестандартной колеёй. Стоимость проекта составила 35 млн франков, из которых 12 млн профинансировали местные власти, сообщество городов, регион Пуату-Шаранта и департамент Приморская Шаранта.
Линия длиной 1,6 км соединяла испытательный полигон Alstom в Белвю (в нескольких километрах от завода в Этрее) с кварталом Миньим. Она предназначалась для тестирования технологий трамвая железнодорожного типа, проведения испытаний в условиях реального уличного движения и демонстраций для потенциальных заказчиков.
Перед подачей заявки Парижа на проведение Олимпийских игр 2008 года, в которых Ла-Рошель планировалось задействовать для организации парусных соревнований, обсуждалось продление линии как шаг к возрождению трамвайного движения в городе. Однако после неудачи заявок Парижа на Игры 2012 года проект был сокращён до обустройства выделенной полосы для автобусов, соединяющей Миньим с центром города.
С 2008 года, после передачи управления региональными поездами (TER) в ведение регионов, была создана пригородная железнодорожная линия TER cadencée La Rochelle–Rochefort, дополненная восстановлением старых станций и строительством новых остановок. В сочетании с продлением экспериментальной линии Alstom по трассе автобусного коридора, этот проект может стать основой нового трамвайного сообщения в агломерации. По мнению местных властей, рост численности населения и снижение стоимости проекта повышают шансы на его реализацию.

## Линии
- Ла-Рошель (площадь Верден) — Лалё (фр.) — порт Ла-Паллис (фр.) (6 км) — открыта 25 августа 1901 года, закрыта 25 декабря 1929 года[7].
- Ла-Рошель (площадь Верден) — Тасдон — открыта 25 августа 1901 года, изначально до железнодорожного переезда в Тасдоне (металлический мост ещё не был построен)[2], продлена с 27 декабря 1920 года, закрыта 23 апреля 1924 года.
- Ла-Рошель (площадь Верден) — авеню Карно — авеню Колиньи — ответвление к казино дю Мейль (фр.) — открыта 25 августа 1901 года, закрыта в мае 1924 года.
- Лале — улица Жака Анри — улица де ла Мюз (ответвление) — открыта 25 августа 1901 года, закрыта в 1913 году.